# Tetamboca
Tetamboca är en ort i Mexiko.   Den ligger i kommunen El Fuerte och delstaten Sinaloa, i den västra delen av landet, 1 200 km nordväst om huvudstaden Mexico City. Tetamboca ligger 42 meter över havet och antalet invånare är 305.
Terrängen runt Tetamboca är platt åt nordväst, men åt sydost är den kuperad. Runt Tetamboca är det ganska glesbefolkat, med 23 invånare per kvadratkilometer. Närmaste större samhälle är San Blas, 5,0 km söder om Tetamboca. I omgivningarna runt Tetamboca växer huvudsakligen savannskog.